# Virganana maculata
Virganana maculata är en insektsart som beskrevs av Delong och Thambimuttu 1973. Virganana maculata ingår i släktet Virganana och familjen dvärgstritar. Inga underarter finns listade i Catalogue of Life.